# Elezioni parlamentari in Serbia del 1992
Le elezioni parlamentari in Serbia del 1992 si sono tenute il 20 dicembre. Esse hanno visto la vittoria del Partito Socialista di Serbia; a seguito dell'esito elettorale, Primo ministro è divenuto Nikola Šainović.

## Risultati
| Liste                                            | Voti      | %     | Seggi |
| ------------------------------------------------ | --------- | ----- | ----- |
| Partito Socialista di Serbia                     | 1 359 086 | 30,62 | 101   |
| Partito Radicale Serbo                           | 1 066 765 | 24,04 | 73    |
| Movimento Democratico di Serbia                  | 797 831   | 17,98 | 50    |
| Partito Democratico                              | 196 347   | 4,42  | 6     |
| Unione Democratica degli Ungheresi di Voivodina  | 140 825   | 3,17  | 9     |
| Opposizione Serba                                | 130 139   | 2,93  | –     |
| Partito dei Contadini di Serbia                  | 128 240   | 2,89  | 3     |
| Rinnovamento Nazionale Serbo                     | 84 568    | 1,91  | –     |
| Partito Riformatore Democratico di Vojvodina     | 71 865    | 1,62  | 2     |
| Partito Socialdemocratico                        | 47 404    | 1,07  | –     |
| LSV – NSS – RS – RK – GSS                        | 36 780    | 0,83  | –     |
| Lega dei Comunisti - Movimento per la Jugoslavia | 32 346    | 0,73  | –     |
| Alleanza Democratica dei Croati in Voivodina     | 17 622    | 0,40  | –     |
| Movimento per la Protezione dei Diritti Umani    | 17 495    | 0,39  | –     |
| Gruppo Arkan                                     | 17 352    | 0,39  | 5     |
| Alleanza Civica di Serbia                        | 17 276    | 0,39  | –     |
| Partito per l'Azione Democratica                 | 17 172    | 0,39  | –     |
| Cittadini di Nišava-Moravia e Timok              | 16 172    | 0,36  | –     |
| Partito Democratico degli Albanesi               | 10 242    | 0,23  | –     |
| Partito Democratico Serbo                        | 9 771     | 0,22  | –     |
| Partito Progressista                             | 9 569     | 0,22  | –     |
| Partito dei Lavoratori di Serbia                 | 8 578     | 0,19  | –     |
| Coalizione Democratica Patriottica               | 8 291     | 0,19  | –     |
| Partito Riformista Democratico dei Musulmani     | 6 336     | 0,14  | 1     |
| Nuovo Partito Comunista di Jugoslavia            | 5 042     | 0,11  | –     |
| Altri <0,10%                                     | 40 906    | 0,92  | –     |
| Indipendenti                                     | 143 884   | 3,24  | –     |
| Totale                                           | 4 437 904 | 100   | 250   |